# مسابقة الأغنية الأوروبية 1966
كانت 'مسابقة الأغنية الأوروبية عام 1966 هي النسخة الحادية عشرة من مسابقة الأغنية الأوروبية السنوية . أقيمت في مدينة لوكسمبورغ ، لوكسمبورغ ، بعد فوز البلاد في مسابقة عام 1965 بأغنية " Poupée de cire، poupée de son " لفرانس غال . تم تنظيم المسابقة من قبل اتحاد البث الأوروبي (EBU) والمذيعة المضيفة Compagnie Luxembourgeoise de Télédiffusion (CLT) ، وقد أقيمت المسابقة في فيلا لوفيني يوم السبت 5 مارس 1966 واستضافتها مقدمة البرامج التلفزيونية اللوكسمبورغية جوزيان تشن .
وشاركت ثمانية عشر دولة في المسابقة ، وهي نفسها التي شاركت في المسابقة العام السابق.
وفازت النمسا بأغنية " Merci، Chérie " التي قام بأدائها وألحانها أودو يورجنز وكتبها يورجنز وتوماس هوربيجر. كان هذا ثالث دخول لأودو يورجنز على التوالي في المسابقة ، وتمكن أخيرًا من إحراز النصر لبلده الأصلي النمسا. لن تستمر النمسا في الفوز مرة أخرى حتى نسخة 2014 . كانت هذه أيضًا أول أغنية فائزة يتم إجراؤها باللغة الألمانية . كما لوحظت المسابقة لنتائجها التاريخية للعديد من البلدان. وجاءت النمسا في المرتبة الأولى والسويد في المرتبة الثانية والنرويج في المركز الثالث وبلجيكا الذين احتلوا المركز الرابع حققوا أفضل نتائجهم حتى ذلك الحين ، وبعضها استمر لعدة عقود. على النقيض من ذلك ، حققت دول يوروفيجن المؤسسة مثل فرنسا والمملكة المتحدة وإيطاليا أسوأ نتائجها حتى تلك اللحظة.
تم إنشاء القاعدة التي تنص على أنه لا يمكن لأي بلد أن يغني إلا بأي من لغاتها الوطنية في الأصل هذا العام ، وربما يرجع ذلك إلى مشاركة السويد في 1965 بأغنية باللغة الإنجليزية